# Селім III
Селім III (24 грудня 1761, Стамбул — 28 липня 1808) — 28-й османський султан (1789—1807).

## Біографія
Народився у Стамбулі. Одержав добру освіту. Ще до вступу на престол цікавився військовою справою та наукою в європейських країнах. Намагався вивчити причини кризових явищ у внутрішньому розвитку Османської імперії і дійшов висновку про необхідність проведення реформ, які б порятували країну від кризи. За його дорученням невелика група представників знаті підготувала і частково реалізувала програму перетворень («нізам-і джедіт»). 
У 1793 видав указ про створення нової армії, що формувалась за європейським зразком. Багато зробив для розвитку військового флоту, артилерії. Запросив велику кількість європейських інженерів, майстрів та інструкторів. У 1792-93 розширив морське інженерне та відкрив сухопутне інженерне училище у Стамбулі. 
В 1795 у м. Ускюдар за розпорядженням султана збудовано велику друкарню, де видавались праці європейських авторів з математики, військової справи та інших галузей знань.
За правління Селіма III Османська імперія вела війну з Росією у 1787-91 та одночасно був змушений вести війну проти Австрії, яка була союзником Росії. За умовами Ясського мирного договору 1791 Османська імперія визнала приєднання Криму та південноукраїнських земель між Південним Бугом і Дністром до Російської імперії. За Селіма III у османських володіннях існувала Задунайська Січ. 
В 1798-1801 роках за підримки Великої Британії Османська Імперія відбила вторгнення Наполеона в Єгипет та Сирію. В кінці 1806 року приєднався до континентальної блокади проти Великої Британії уже на боці Наполеона і оголосив нову війну Росії.
Реформи Селіма III не дали значних результатів (на 1804 чисельність нової армії не перевершувала 12 тис. чоловік), але викликали опір і відкриту протидію феодально-клерикальної реакції на чолі з улемами (мусульманські теологи). Знаряддям та опорою опозиції став яничарський корпус. 25 травня 1807 розпочалося повстання ямаків — солдатів допоміжних військ, і 29 травня 1807 Селім III зрікся престолу. У червні або в липні 1808 його вбили.